# 索隆齐农村居民点 (别尔哥罗德州)
索隆齐农村居民点（俄语：Солонцинское сельское поселение）是俄罗斯联邦别尔哥罗德州韦伊杰列夫卡区所属的一个农村居民点。其下辖有4个居民点，行政中心为索隆齐。据2016年统计，该农村居民点的人口为714人。